# Países semiperiféricos

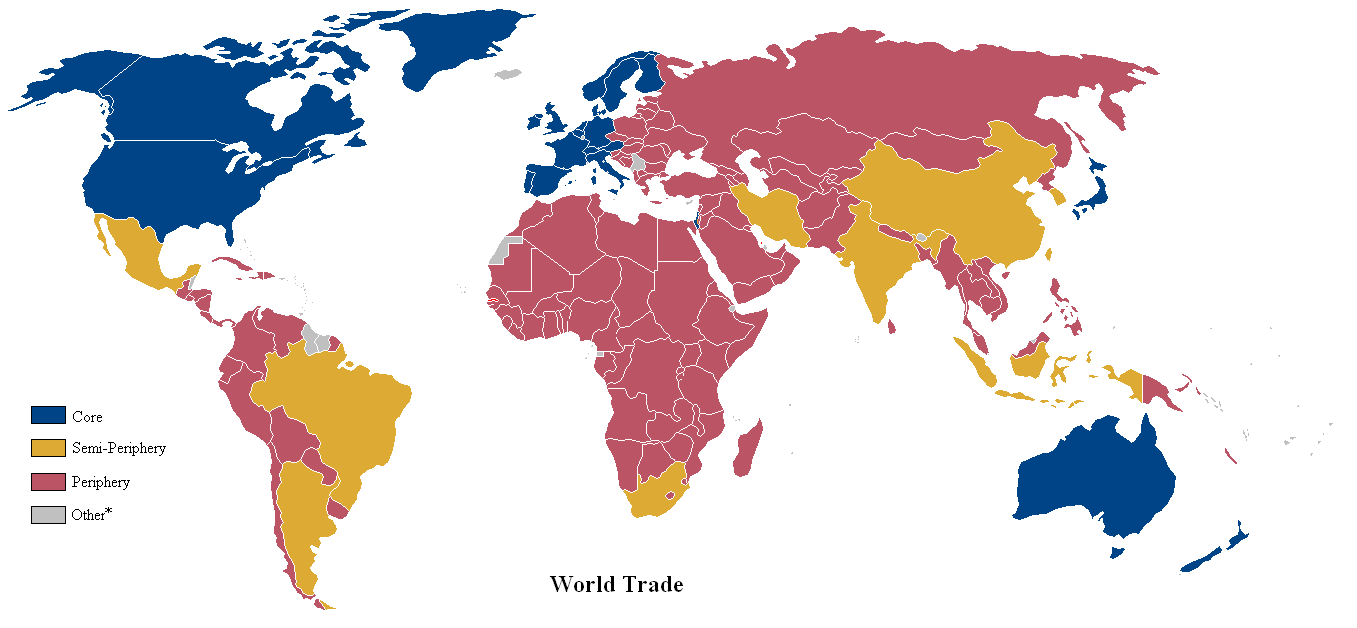
Mapa que muestra a los países por estado comercial a fines del utilizando la diferenciación del sistema mundial en países centrales (azul), países semiperiféricos (púrpura) y países periféricos (rojo), según la lista en Dunn, Kawano y Brewer (2000).

En la teoría de los sistemas mundiales, los países semiperiféricos son los países industrializados, en su mayoría capitalistas, que se posicionan entre la periferia y los países centrales. Los países de la semiperiferia tienen características organizativas tanto de los países centrales como de los países de la periferia y, a menudo, están ubicados geográficamente entre las regiones centrales y periféricas, así como entre dos o más regiones centrales competidoras. Las regiones de la semiperiferia desempeñan un papel importante en la mediación de actividades económicas, políticas y sociales que vinculan las áreas centrales y periféricas.
Estas regiones permiten la posibilidad de innovación tecnológica, reformas en la estructura social y organizacional, y el dominio sobre las naciones periféricas. Estos cambios pueden llevar a un país semiperiférico a ser promovido a una nación central. La semiperiferia es, sin embargo, más que una descripción, ya que también sirve como una posición dentro de la jerarquía mundial en la que se pueden interpretar los cambios sociales y económicos.
La teoría de los sistemas mundiales describe la semiperiferia como un elemento estructural clave en la economía mundial. La semiperiferia desempeña un papel vital comparativo con el papel que desempeñaron España y Portugal en los siglos XVII y XVIII como grupos comerciales intermedios dentro del entramado económico europeo.
Hoy, la semiperiferia está generalmente industrializada. Los países semiperiféricos contribuyen a la fabricación y exportación de una variedad de bienes.

## Listas de naciones semiperiféricas
Según un trabajo de 1976 publicado por el sociólogo estadounidense Immanuel Wallerstein, los siguientes son los países semiperiféricos:
| Arabia Saudita | Argelia   | Argentina | Brasil    | China     | Corea del Sur | Egipto   |
| España         | Finlandia | Grecia    | India     | Indonesia | Irán          | Israel   |
| Italia         | Malasia   | México    | Nigeria   | Noruega   | Polonia       | Portugal |
| Singapur       | Taiwán    | Turquía   | Venezuela | Zaire     |               |          |

Los siguientes son países de la semiperiferia de una versión actualizada de ensayos de Wallerstein, publicada en 1997:
| Arabia Saudita | Argelia   | Argentina       | Austria                         | Brasil    | Bulgaria  | China   | Corea del Norte |
| Corea del Sur  | Cuba      | Egipto          | España                          | Finlandia | Grecia    | Hungría | India           |
| Indonesia      | Irán      | Israel          | Italia                          | México    | Nigeria   | Noruega | Nueva Zelanda   |
| Polonia        | Portugal  | República Checa | República Democrática del Congo | Rumania   | Sudáfrica | Turquía | Ucrania         |
| Uruguay        | Venezuela | Vietnam         |                                 |           |           |         |                 |

Los siguientes son los países semiperiféricos según el estudio de Chase-Dunn, Kawano y Brewer (2000):
| Argentina | Brasil    | China  | Corea del Sur | Hong Kong |
| India     | Indonesia | Irán   | Israel        | México    |
| Singapur  | Sudáfrica | Taiwán |               |           |

Y esta es la lista de países semiperiféricos según el estudio de Babones (2005), quien señala que esta lista está compuesta por países que "han sido clasificados consistentemente en una sola de las tres zonas [núcleo, semiperiferia o periferia] de la economía mundial sobre todo el período de estudio de 28 años":
| Belice    | Brasil  | Chile   | Fiyi    | Hungría    |
| Jamaica   | Malasia | México  | Panamá  | Seychelles |
| Sudáfrica | Túnez   | Turquía | Uruguay |            |